# Paraphaenocladius longiocostatus
Paraphaenocladius longiocostatus är en tvåvingeart som beskrevs av Ole Anton Saether och Wang 1995. Paraphaenocladius longiocostatus ingår i släktet Paraphaenocladius och familjen fjädermyggor.
Artens utbredningsområde är South Carolina. Inga underarter finns listade i Catalogue of Life.